# 挪威歷史
挪威公元9世纪前后形成统一王国。13世纪进入全盛时期。 14世纪中叶开始衰落。1397年与丹麦、瑞典结成卡尔马联盟，受丹麦统治。1814年，丹麦把挪威割让给瑞典，换取西波美拉尼亚。1905年独立成为君主国，并选丹麦王子为国王，称哈康七世。第一次世界大战中保持中立。二次大战中被納粹德国占领，吉斯林作为德国的總督辖區政权，哈康国王及他的政府流亡英国。1945年获解放。1957年哈康七世逝世，其子即位，称奥拉夫五世。1949年参加北大西洋公约组织，1959年参加欧洲自由贸易联盟。

## 早期（1066年以前）

### 古典時代

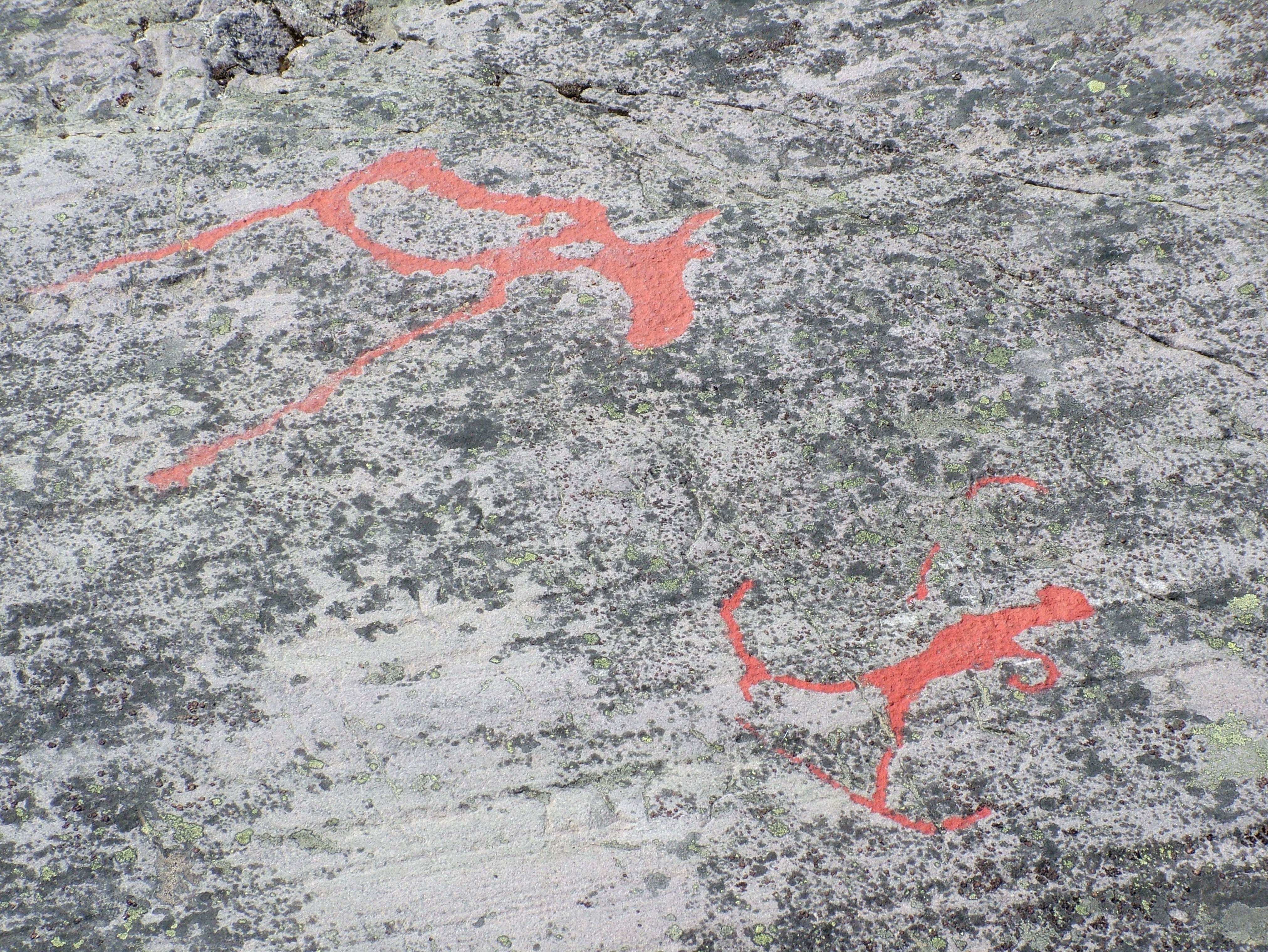
已被联合国教科文组织列为世界文化遗产的阿尔塔石器时代石刻艺术

在大约公元前12000年前最后的冰川时期结束，挪威海岸线开始上升。第一批移民在这一时期抵达挪威，这是由于挪威海岸提供了很好的条件进行捕猎海豹、捕鱼和狩猎。

### 维京时代（793-1066年）
维京时代是欧洲远古时代和中世纪之间的过渡时期，从公元790年北方日耳曼人开始扩张，直到公元1066年丹麦人的后裔征服英格兰。维京人是著名的航海家，他们在设得兰群岛、法罗群岛、冰岛、格陵兰岛、都设立了殖民地，在10世纪末曾不定期地在美洲纽芬兰居住过。他们不仅是海盗，也同时进行贸易，甚至定居在欧洲沿海和河流两岸。有记录说公元839年他们曾作为拜占廷帝国的雇佣兵征服北非。他们的殖民地遍布欧洲，包括英格兰的丹麦区、基辅罗斯、法国的诺曼底等等。只是到了维京时代的末期，北欧才出现独立的国家和国王，同时也接纳了基督教，开始进入中世纪。直到欧洲各国王权强大，有能力抵抗维京海盗之后，维京方才逐渐开始消亡。

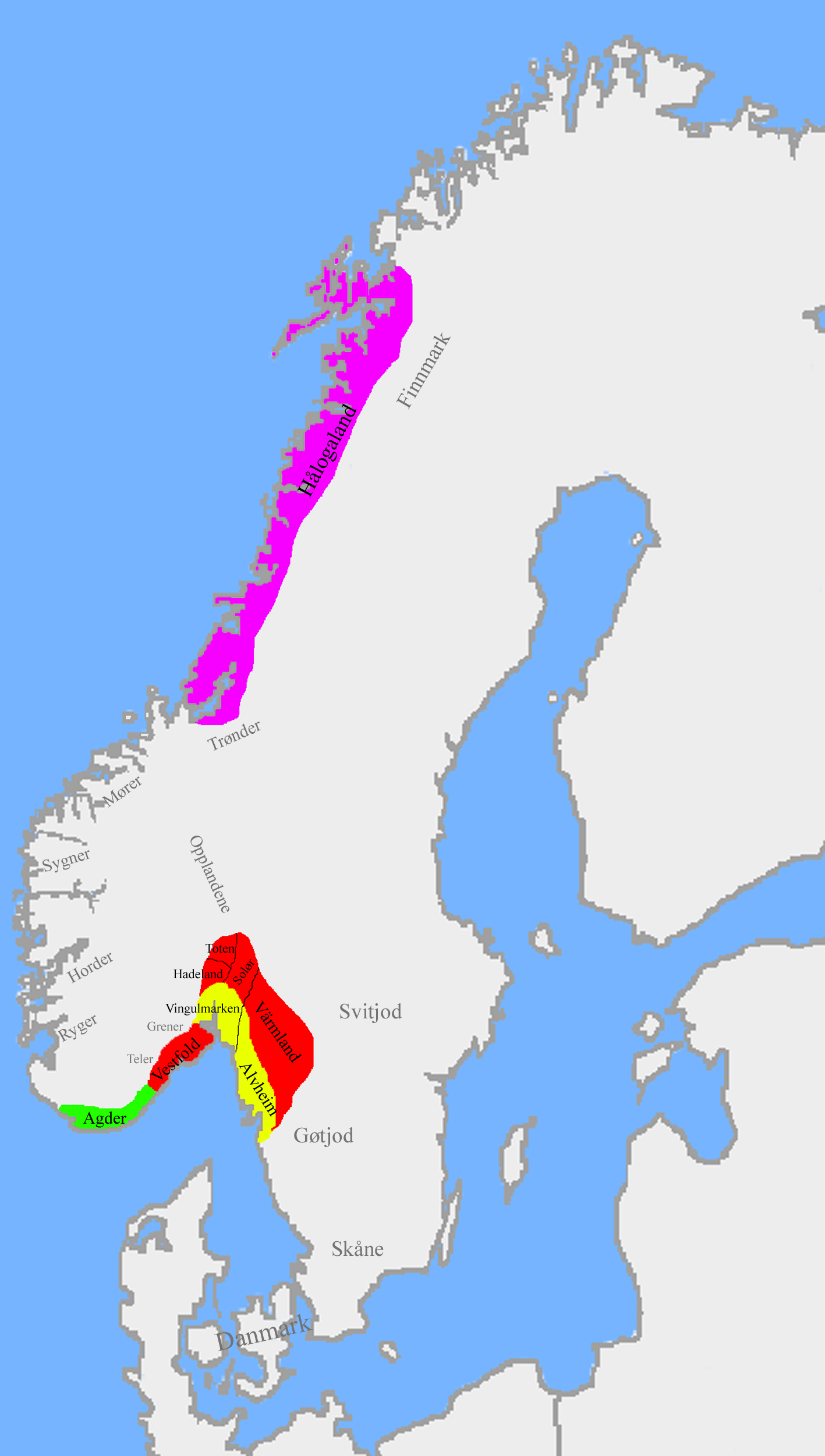
约820年时的挪威小王国范围。最重要的王国为西福尔（红）、霍拉加兰（紫）、阿尔弗海姆（黄）和阿格德尔（绿）
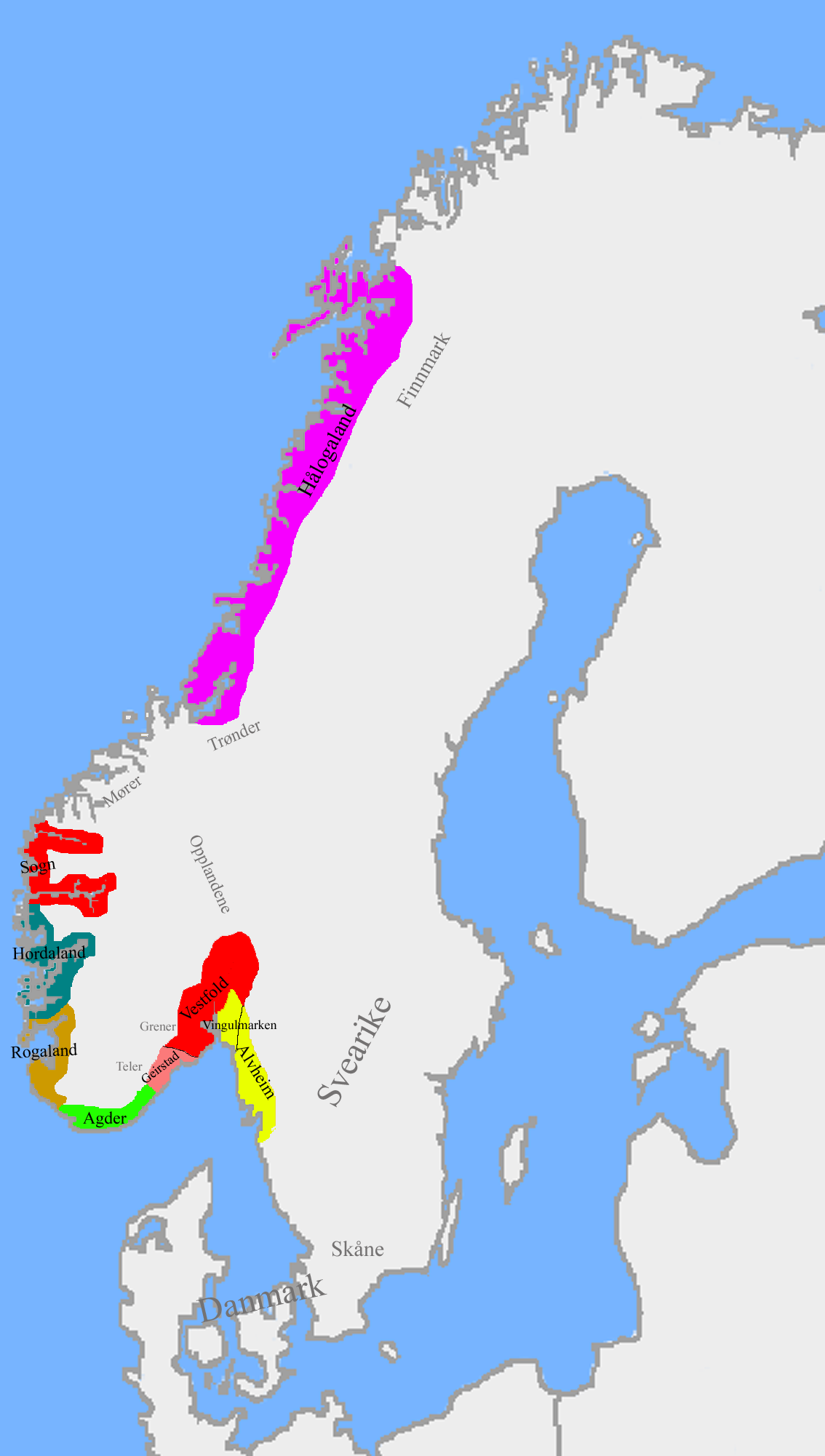
约820年时的挪威小王国范围
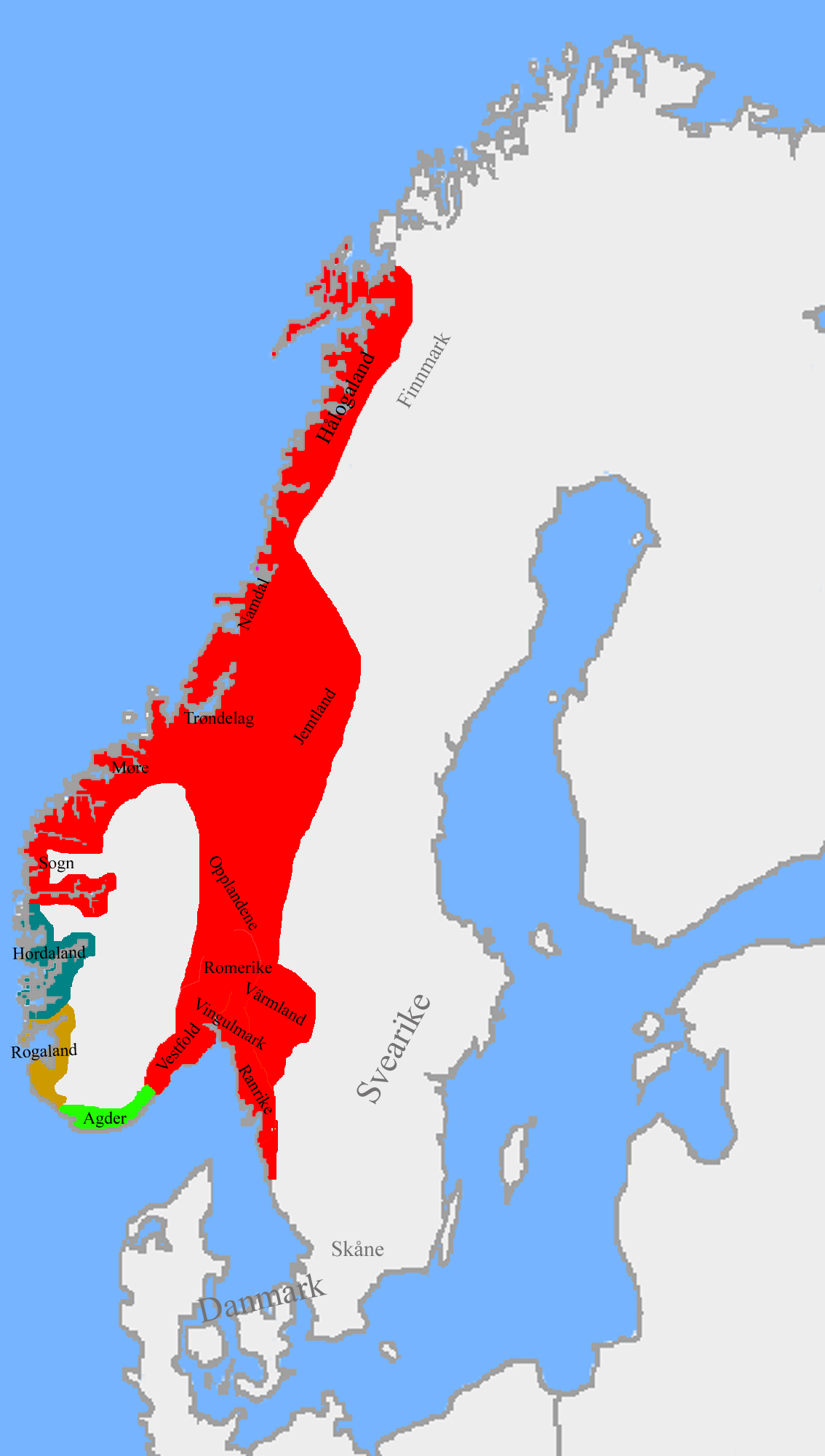
约872年时的挪威小王国范围，红色为联盟成员王国

## 中期（1066-1523年）

### 卡尔马联盟（1397-1523年）

卡尔马联盟的旗帜

卡尔马联盟是14世纪末至16世纪初由丹麦、瑞典和挪威组成的斯堪的纳维亚国家联盟。
1397年6月17日，丹麦、瑞典和挪威的代表在瑞典南部城市卡尔马举行会议，决定三个王国共同拥戴丹麦女王瑪格麗特一世为国王和摄政者，即挪威和瑞典国王由丹麦国王兼任。丹麦王室成为三国的统治者。同时瑞典和挪威仍然保留了王国的地位。丹麦王室总揽三国的外交和国防事务，各国内政则保持独立。但是，在联盟时期，丹麦国王并不总是可以兼任瑞典摄政或国王，如瑞典国王卡尔八世在位时期。在这些间隙里，瑞典的实际统治者通常是从本国贵族中选出的摄政官。三国的联盟把整个北欧地区置于一个国王的统治下，有利于北欧国家对抗德意志汉萨同盟在波罗的海和北海的贸易垄断地位。

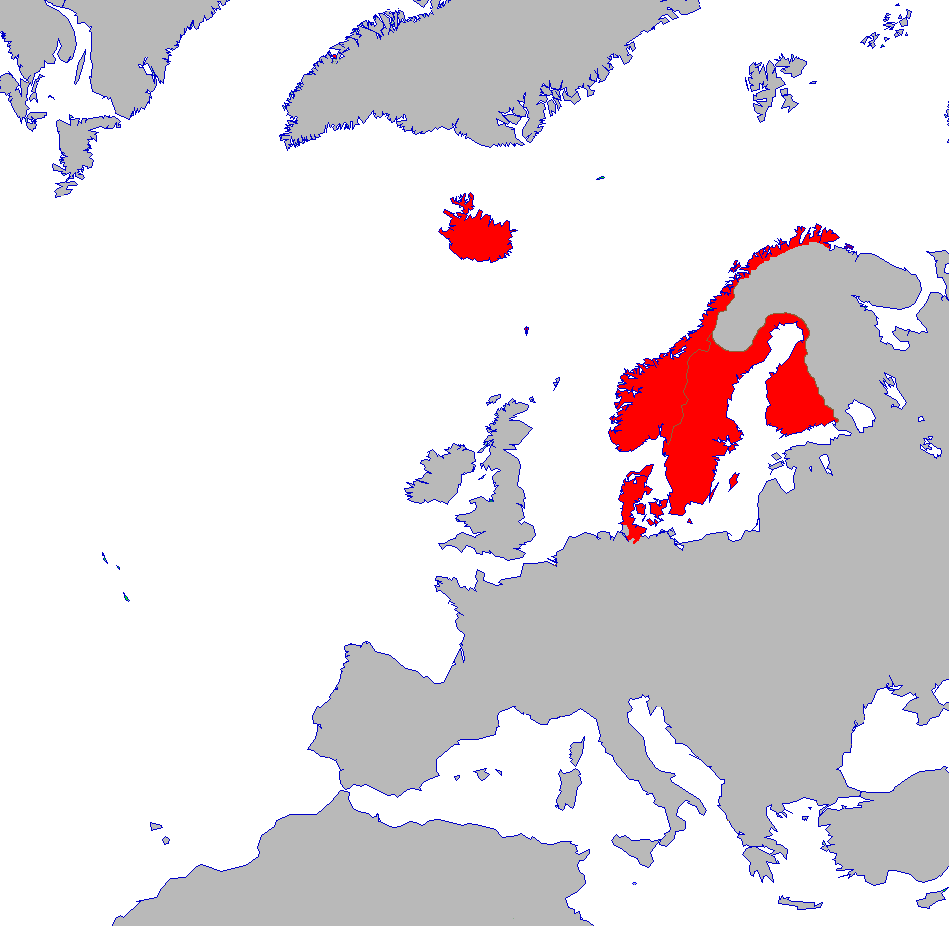
16世纪初期的卡马联盟领土

1380年玛格丽特一世让她的外孙波美拉尼亞的埃里克擔任挪威国王。原挪威属地格陵兰岛、冰岛和法罗群岛从此开始受丹麦统治。联盟初期，玛格丽特一世的怀柔手段使丹麦王室受到各国贵族的拥戴，但后来丹麦王室不断企图控制挪威和瑞典的内政事务，导致联盟的离心离德。14至16世纪，丹麦为了打破汉萨同盟对波罗的海贸易活动的支配而进行了一系列战争。丹麦奥登堡王朝的克里斯蒂安一世取得了德意志地区石勒苏益格和荷尔施泰因的统治权。15世纪末，丹麦王室和瑞典贵族的矛盾激化，反对联盟的冲突不断爆发。克里斯蒂安二世于1520年率兵攻占了被瑞典反对派贵族控制的瑞典首都斯德哥尔摩，并且杀害了大批参与起义的瑞典贵族。1521年瑞典贵族古斯塔夫·瓦萨在达拉纳省重新招募了一支反抗丹麦的军队。1523年，古斯塔夫·瓦萨在汉萨同盟的帮助下攻入斯德哥尔摩，丹麦军队战败，瑞典恢复独立。

## 晚期（1523-1905年）

### 丹麥-挪威（1523-1814年）
瑞典恢复独立后，卡尔马联盟已经瓦解，但丹麦和挪威仍然维持着联盟国家。1534年挪威被取消王国的地位，降为丹麦的省。
17世纪，瑞典为争夺波罗的海霸权不断与丹麦交战。1658年，瑞典最终收复了斯堪的纳维亚半岛上长期被丹麦占领的南部沿海地区。
1807年，丹麦挪威联盟在拿破仑战争中站在法国这一边。由于皇家海军阻碍了进口和食物的出口，挪威的经济受到巨大影响。瑞典于第二年进入挪威，但是在挪威获得几场胜利之后，1809年签订停火协议。

### 瑞典-挪威聯合王國（1814-1905）
拿破仑战争后，根据1814年基尔条约，丹麦将挪威转让给反法同盟的瑞典。挪威拒絕承認此條約並宣佈獨立。而经过了短暂的武装抵抗，挪威成为瑞典统治下的王国並組成了一個聯盟。
1905年，挪威以和平的方式从瑞典独立。

## 近代（1905-1945年）

### 独立
1905年，随着四党的Michelsen内阁被任命，议会投票建立一个挪威的领事服务。这一项提案被国王否决。在6月7日，议会一致通过联合的解散。在接下来的解散公投中，仅有184人支持联合。政府邀请丹麦王子卡尔担任挪威国王。他在全民公投之后成为国王哈康七世。

### 第一次世界大战
自1905年，挪威采取了中立政策。在第一次世界大战期间，挪威商船被大量使用来支持英国。

### 第二次世界大战
在第二次世界大战爆发的1939年，挪威保持了严格的中立。英国和德国都意识到挪威的战略位置。双方都计划侵入挪威，尽管挪威对此反对，1940年德軍發动威瑟演習行動佔領丹麥及挪威，納粹德國成功控制波羅的海的出口，德國人在挪威成立了挪威總督轄區。
1944年，冰岛脱离丹麦独立。法罗群岛和格陵兰至今仍为丹麦领地。

## 現代（1945年至今）

### 战后
2011年7月22日，发生2011年挪威连环恐怖袭击，造成77人丧生。

### 石油时期与非工业化

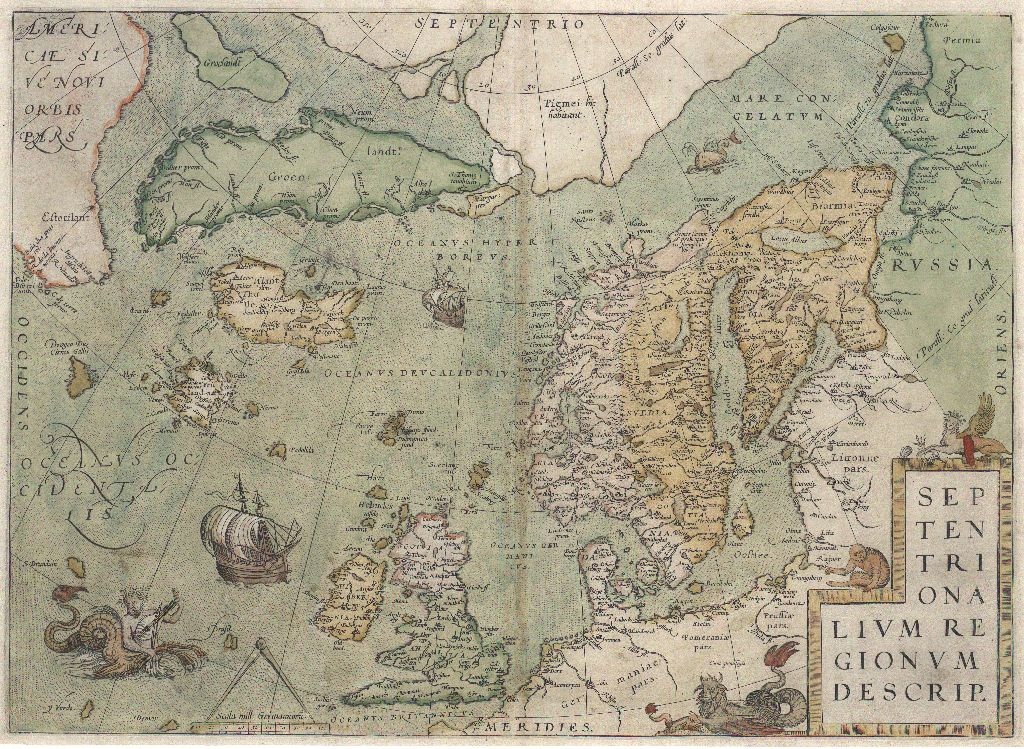
1570年挪威
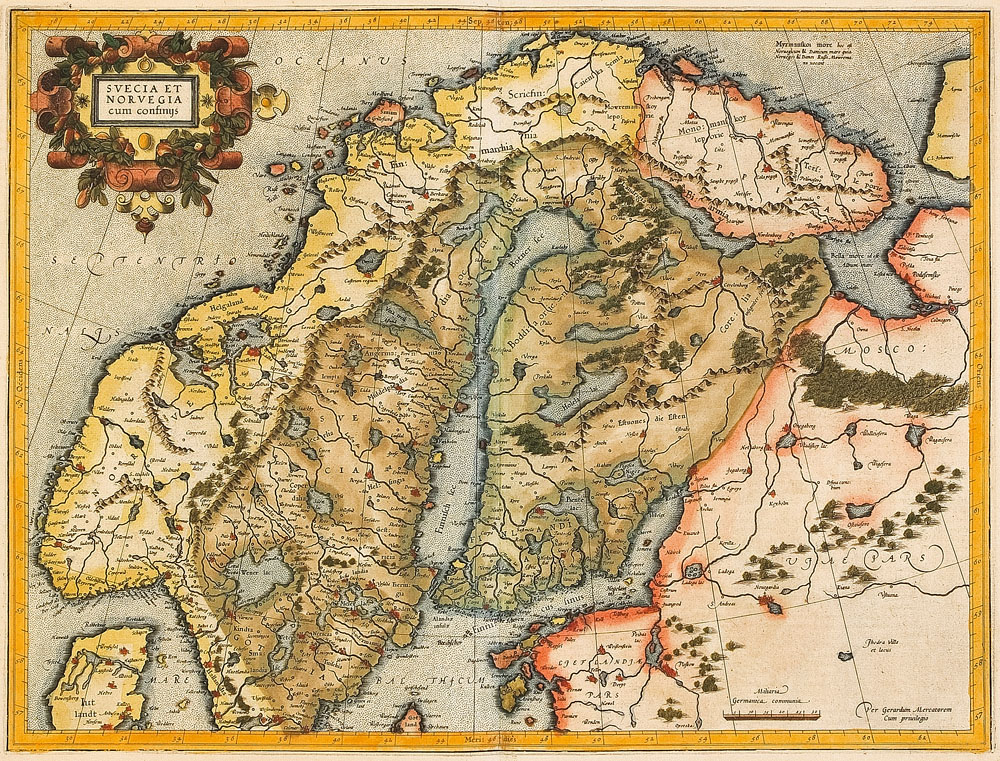
1595年丹麦－挪威
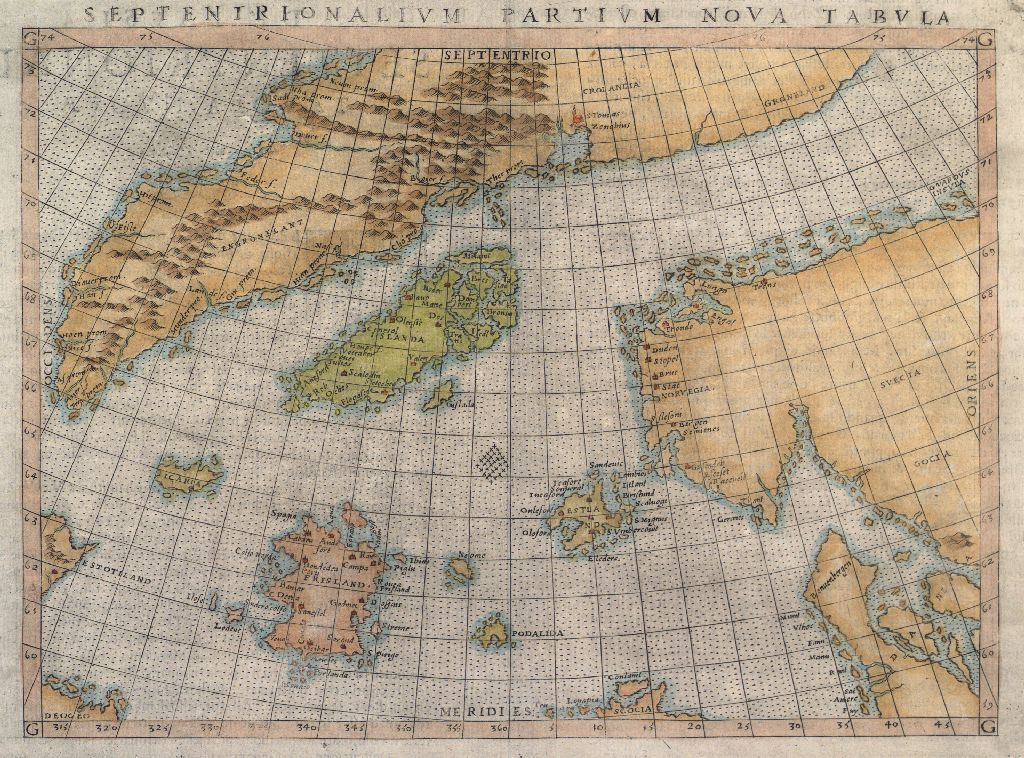
1599年挪威
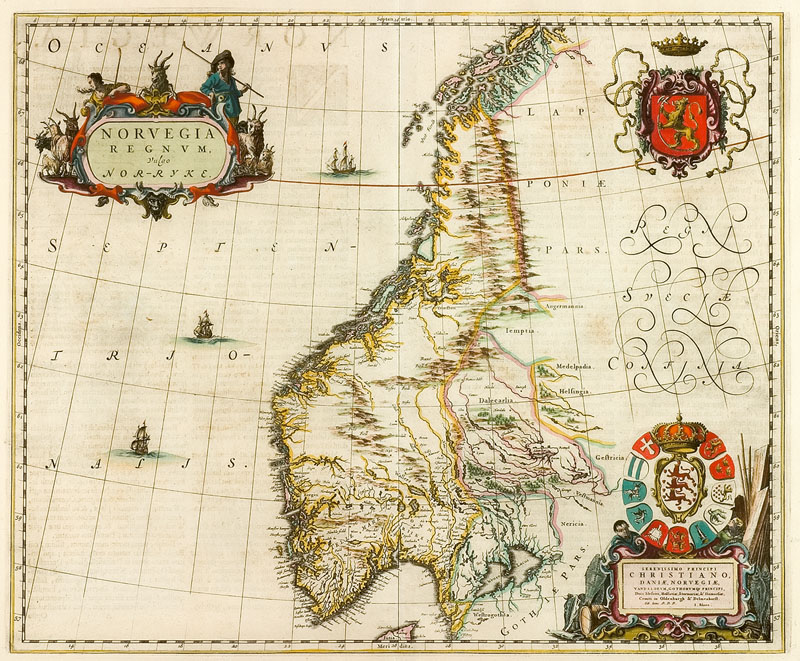
1662年挪威
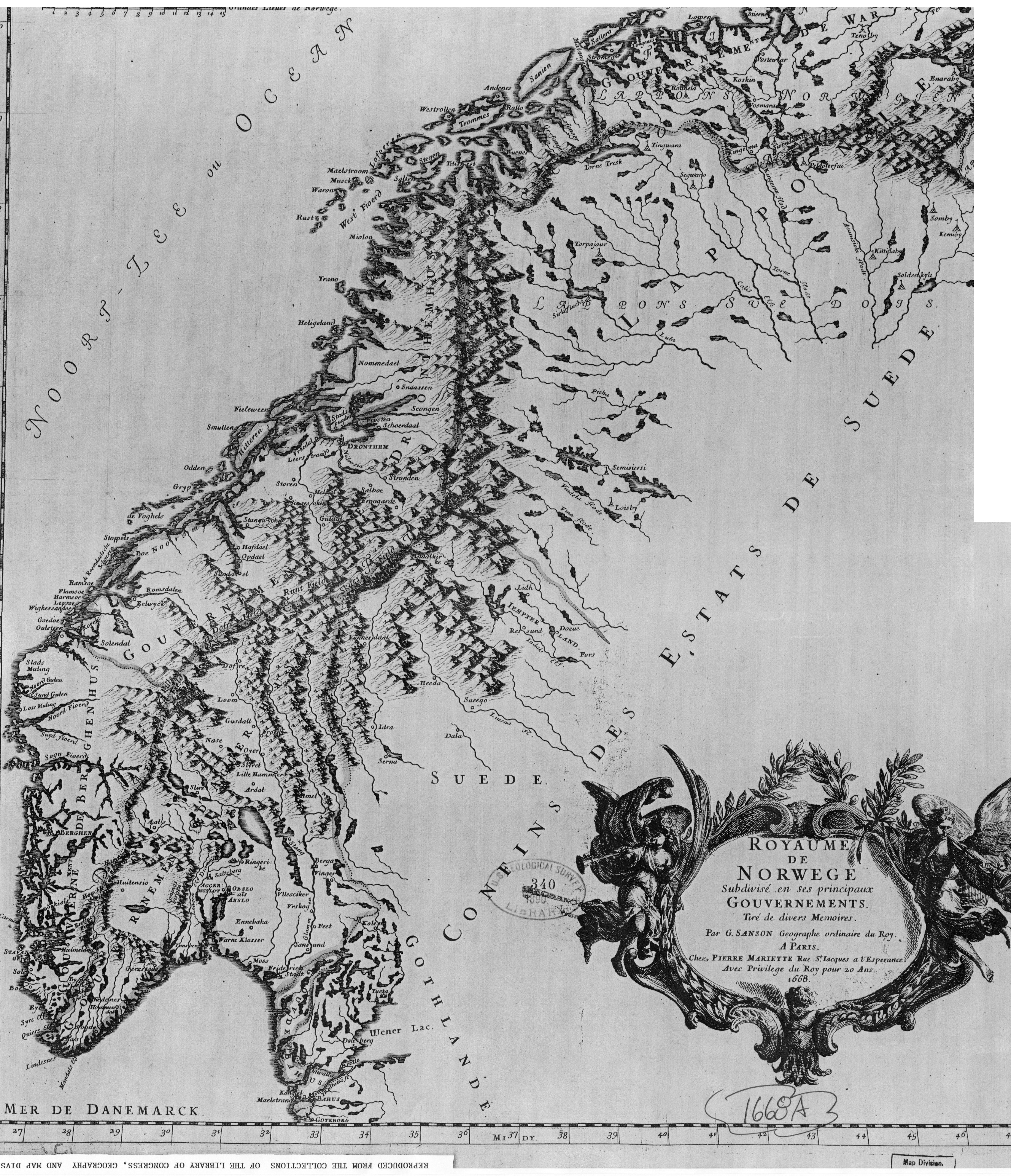
1688年挪威
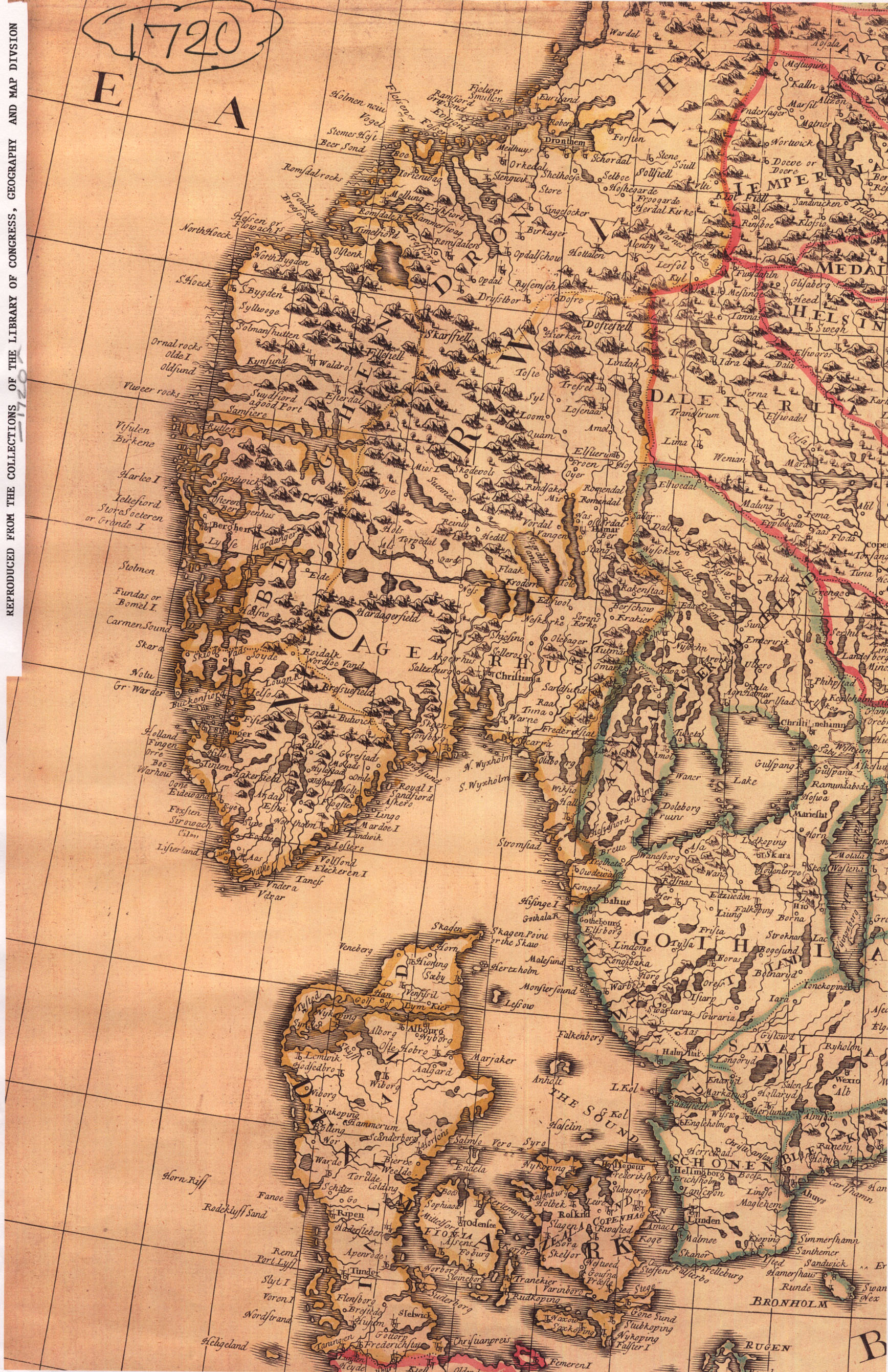
1720年挪威
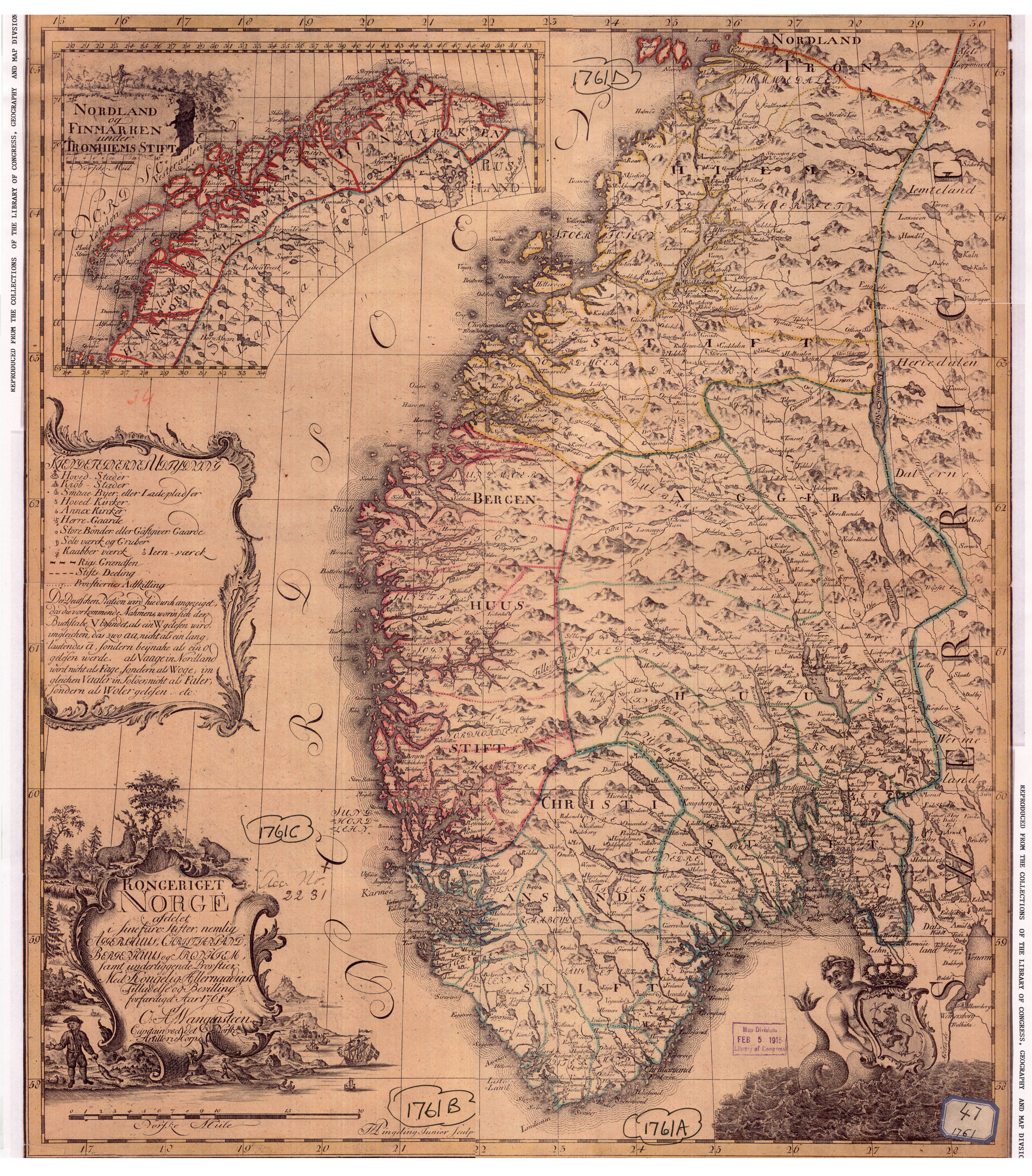
1720年挪威